# 21 квітня
21 квітня — 111-й день року (112-й у високосні роки) в григоріанському календарі. До кінця року залишається 254 дні.

## Свята і пам'ятні дні

### Міжнародні
- ООН: Всесвітній день творчості та інноваційної діяльності
- Всесвітній день міграції риб

### Національні
- Італія: День заснування Риму
- В'єтнам: День книги
- Індія: День цивільних служб
- Кенія: День посадки дерев

### Релігійні

#### Християнство
День Святого Ансельма Кентерберійського
Православні:
- Священномученика Януарія, єпископа, і з ним мучеників Прокула, Соссія і Фавста, дияконів, Дисидерія, читця, Євтихія і Акутіона.
- Мученика Феодора, що в Пергії, матері його Филипії, Діоскора, Сократа і Діонісія.
- Мучеників Ісаакія, Аполлоса і Кіндрата.
- Святителя Максиміана, патріарха Константинопольського.

### Іменини
✙ Православні: Теодор (Феодор), Кіндрат

## Події

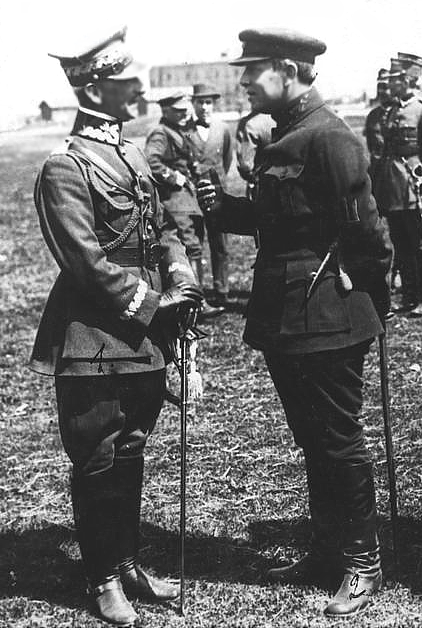
Антоній Лістовський та Симон Петлюра на більшовицькому фронті

- 1519 — іспанський конкістадор Ернан Кортес висадився на узбережжі Мексики з метою завоювання держави ацтеків.
- 1818 — цісар видав розпорядження, щоб навчання релігії для дітей вірних УГКЦ у Галичині та Буковині відбувалось рідною мовою.[2]
- 1910 — комета Галлея максимально наблизилася до Землі.
- 1913 — спуск на воду «Аквітанії», єдиного лайнера, який брав участь у обох світових війнах.
- 1920 — у Варшаві між Польщею та УНР підписано загальну та торгово-економічну конвенції, згідно з якими Польща визнавала незалежність УНР й обіцяла їй військову допомогу.
- 1921 — декретом Ради народних комісарів (рос. О натуральном налоге на хлеб, картофель и масленичные семена) замість продрозкладки уведено натуральний податок на прогресивній основі.
- 1938 — РНК УРСР і ЦК КП(б)У ухвалили постанову про обов'язкове вивчення російської мови в усіх школах України.
- 1944 — почався бій під Гурбами, найбільша битва військ УПА й НКВС СРСР.
- 1944 — жінкам у Франції надано право голосу на виборах.
- 1960 — новою столицею Бразилії стало спеціально для цього збудоване однойменне місто — Бразилія.
- 1996 — наведенням ракети убито першого президента Чеченської Республіки Ічкерія, Джохара Дудаєва.
- 2000 — у Броварах (Київська область) у житловий будинок влучила тактична ракета класу «Земля-Земля», яку запустили військові з полігона. Загинули кілька людей.
- 2007 — прем'єра в Україні серії «I, Roommate» мультсеріалу «Футурама».
- 2010 — у Харкові президентом України Віктором Януковичем та президентом Росії Дмитром Медведєвим підписані Харківські угоди
- 2017 — стрілянина в будівлі управління ФСБ Хабаровська.
- 2019 — другий тур президентських виборів в Україні. На пост президента обрано Володимира Зеленського

## Народились
- 753 до н. е. — Нума Помпілій, другий цар стародавнього Риму. Правив з 717 до 673 р. до н. е.
- 1555 — Лодовіко Каррачі, італійський живописець, гравер і скульптор.
- 1696 — Франческо де Мура, італійський живописець пізнього бароко.
- 1735 — Іван Кулібін, російський механік-винахідник, творець прожектора, семафорного телеграфу, аркових мостів (†1818).
- 1752 — Гамфрі Рептон, британський садівник, теоретик і практик ландшафтної архітектури (†1818).
- 1774 — Жан-Батіст Біо, французький фізик, геодезист і астроном (†1862).
- 1795 — Вікентій Паллотті, релігійний діяч першої половини 19 ст., святий римо-католицької церкви (†1850).
- 1816 — Шарлотта Бронте, англійська письменниця й поетеса, авторка знаменитих романів «Джейн Ейр», «Вільєтт», «Вчитель» (†1855).
- 1838 — Джон М'юр, американський природоохоронець, ідеолог природоохоронного руху (†1914).
- 1864 — Макс Вебер, німецький соціолог, економіст і правознавець, один із засновників соціології як науки.
- 1882 — Персі Бріджмен, американський фізик, професор Гарвардського університету (США), лауреат Нобелівської премії з фізики за 1946 р.  (†1961).
- 1882 — Борис Греков, радянський історик українського походження, дослідник історії доби Київської Русі, академік АН СРСР (†1953).
- 1900 — Олександр Сорока, український радянський хоровий диригент (†1963).
- 1910 — Юрій Лисенко, радянський i український кінорежисер, сценарист (†1994).
- 1914 — Юрій Заруба, український письменник, дипломат, організатор кіновиробництва (†1973).
- 1914 — Володимир Данченко, український актор (†1967).
- 1915 — Ентоні Квінн, американський актор кіно, письменник і художник мексиканського походження.
- 1922 — Валентин Скулме, латвійський актор, Заслужений артист Латвії.
- 1926 — Єлизавета ІІ, королева і голова держави Сполученого Королівства Великої Британії та Північної Ірландії та 15-ти країн Співдружності націй.
- 1927 — Карл Александр Мюллер, швейцарський фізик, лауреат Нобелівської премії 1987 року.
- 1935 — Олександр Муратов, український кінорежисер, кіносценарист, поет, літератор.
- 1941 — Фелікс Шабульдо, український історик, фахівець з історії України доби класичного і пізнього середньовіччя — часу перебування українських земель у складі Великого князівства Литовського.
- 1941 — Віктор Сухенко, український скульптор, лауреат Державної премії України ім. Т. Г. Шевченка (1984), один із авторів монументу на честь громадян міста Києва і військовополонених, розстріляних у Бабиному Яру, який був відкритий 2 липня 1976 р. у Сирецькому парку.
- 1945 — Любомира Бойцун, українська архівістка, краєзнавиця.
- 1946 — Ксавер Шварценбергер, австрійський кінооператор, режисер, актор, продюсер.
- 1947 — Іггі Поп, американський рок-співак, один із засновників і гуру альтернативного року.
- 1949 — Джессіка Ленґ, американська кіноакторка, володарка двох «Оскарів» («Тутсі», «Кінг-Конг»).
- 1952 — Янніс Каріпідіс, координатор Центру дослідження та розвитку грецької культури країн Причорномор'я «Маврі Таласса» при префектурі Салоніки, уповноважений Центру у справах зв'язку із грецькими громадами країн СНД.
- 1956 — Богдан Підгірний, український кінооператор, журналіст.
- 1958 — Енді Мак-Давелл, американська модель і кіноактриса.
- 1965 — Крпеян Татул, національний герой Вірменії, учасник Карабаської війни.
- 1978 — Юкка Невалайнен, барабанщик у фінському симфо-метал-гурті Nightwish, а також у фінському прогресив-метал-гурті Sethian.
- 1980 — Сімоно Хіро, японський сейю.
- 1993 — Челтзі Лі, австралійська фігуристка.

## Померли
- 1073 — Олександр II, сто п'ятдесят п'ятий Папа Римський.
- 1142 — П'єр Абеляр, французький богослов, філософ-схоласт, поет, який працював над питаннями логіки і теології.
- 1156 — Нифонт Новгородський, православний святий, єпископ Новгородський.
- 1509 — Генріх VII, король Англії у 1485—1509 рр., засновник династії Тюдорів.
- 1551 — Ода Нобухіде, японський політичний і військовий діяч, полководець періоду Сенґоку.
- 1699 — Жан Расін, французький драматург, один із «Великої Трійці» драматургів Франції XVII століття поруч з Корнелем та Мольєром.
- 1831 — Терсді Октобер Крістіан, син Флетчера Крістіана, керівника заколоту на «Баунті».
- 1886 — Мирон Горникевич, український церковний і громадський діяч, доктор наук, священик УГКЦ, капелан.
- 1906 — Данило Танячкевич, український громадсько-політичний діяч і публіцист, посол до Австрійського парламенту.
- 1910 
  - Марко Кропивницький, український письменник, драматург,театральний режисер і актор.
  - Марк Твен, американський письменник, гуморист, сатирик, публіцист, видавець.
- 1924 — Елеонора Дузе, італійська акторка та сценаристка.
- 1932 — Іван Завадовський, український мовознавець, педагог, професор (1928).
- 1944 — Любомир-Зенон Беч, член Пластового куреня ім. полк. Івана Богуна (Перемишль), співпрацював із підпільним Пластом та журналом «Вогні» у роки Другої світової війни.
- 1946 — Джон Мейнард Кейнс, британський економіст, який запропонував спосіб уникати фінансових криз і безробіття шляхом корекції урядового контролю за кредитами і валютою.
- 1965 — Зоя Гайдай, українська оперна співачка (сопрано).
- 1965 — Едвард Віктор Епплтон, британський фізик, лауреат Нобелівської премії з фізики 1947 року «за дослідження фізики верхніх шарів атмосфери, особливо за відкриття так званого шару Епплтона».
- 1967 
  - Андре-Луї Данжон, французький астроном, член Паризької АН (1948).
  - Іван Крип'якевич, історик, академік АН УРСР, професор Львівського університету, директор Інституту суспільних наук АН України.
- 1971 — Микола Барабашов, український астроном, академік АН УРСР.
- 1974 — Володимир Владко, український письменник-фантаст, журналіст та театральний критик.
- 1975 — Генрі Алан Глізон (старший), американський ботанік, біогеограф, еколог.
- 1975 — Паскоал Раніері Маззіллі, бразильський політик, голова Палати Депутатів Бразилії (1958—1965).
- 1980 — Григорій Довженко, український художник-монументаліст, член Спілки художників України.
- 1992 — Ернест Юст, радянський футболіст та тренер угорського походження.
- 1996 — Джохар Дудаєв, перший президент Чеченської Республіки Ічкерія, вбитий спецслужбами РФ
- 1997 — Андрес Родрігес, парагвайський генерал і політик, президент Парагваю (1989—1993).
- 2003 — Ніна Сімон, американська джазова співачка, піаністка, аранжувальниця, авторка пісень та активістка руху за громадянські права.
- 2016 — Прінс, американський музикант, автор пісень, співак, музичний продюсер, танцюрист та режисер.
- 2025 — Франциск, Двісті шістдесят шостий Папа Римський